# William Hogarth

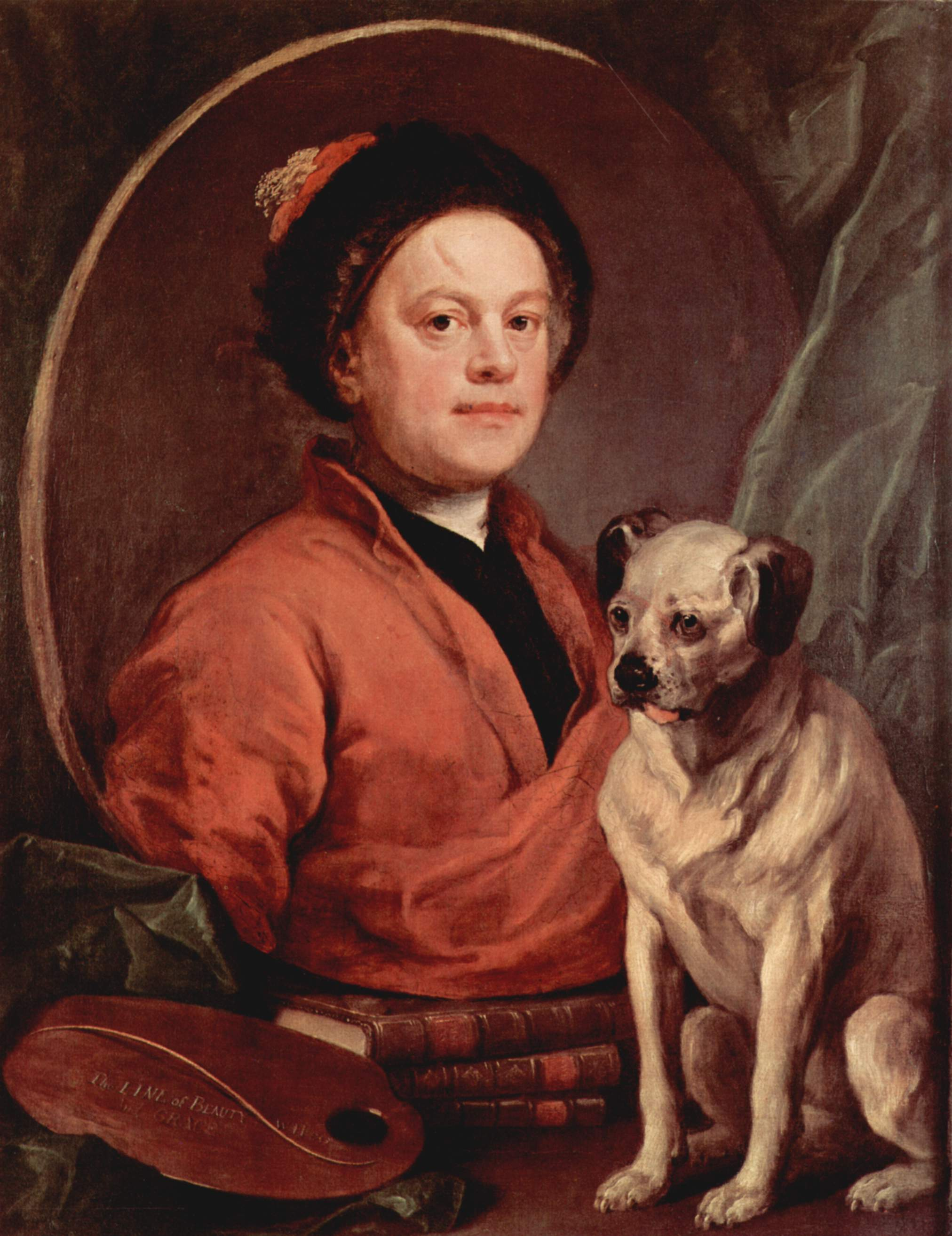
Zelfportret, 1745, Tate Britain, Londen

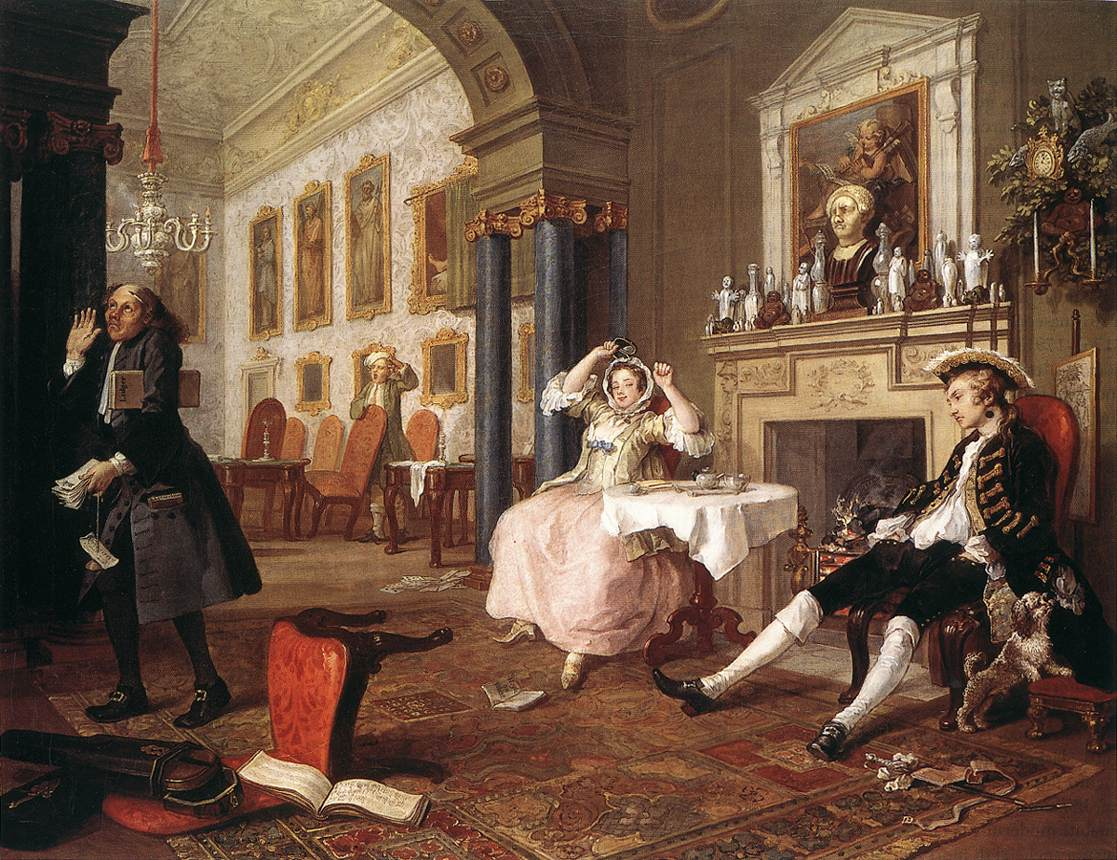
The Tête à Tête, 2e werk uit Marriage à la Mode, 1743, National Gallery, Londen

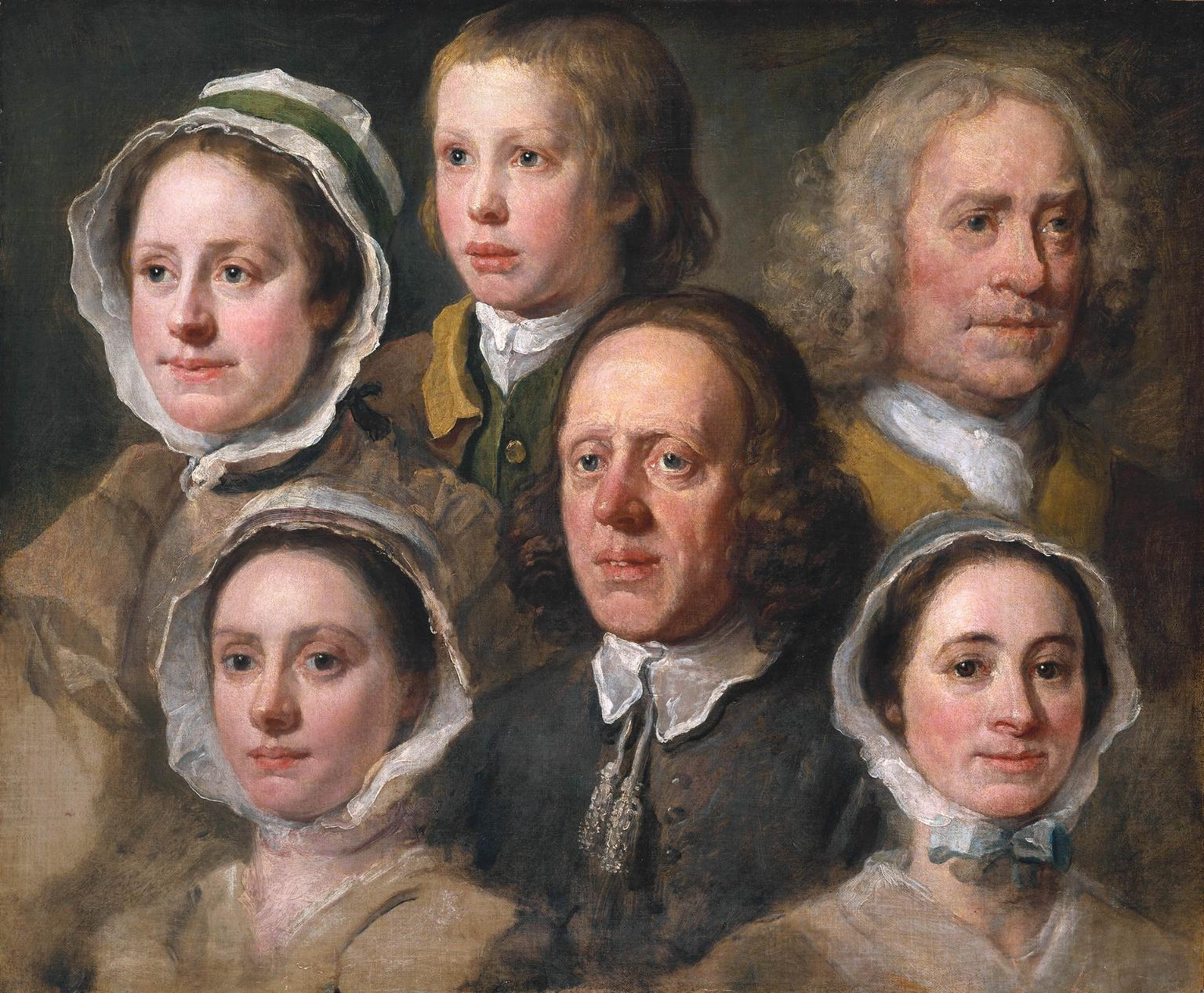
De bedienden van Hogarth, ca. 1750, Tate Britain, Londen

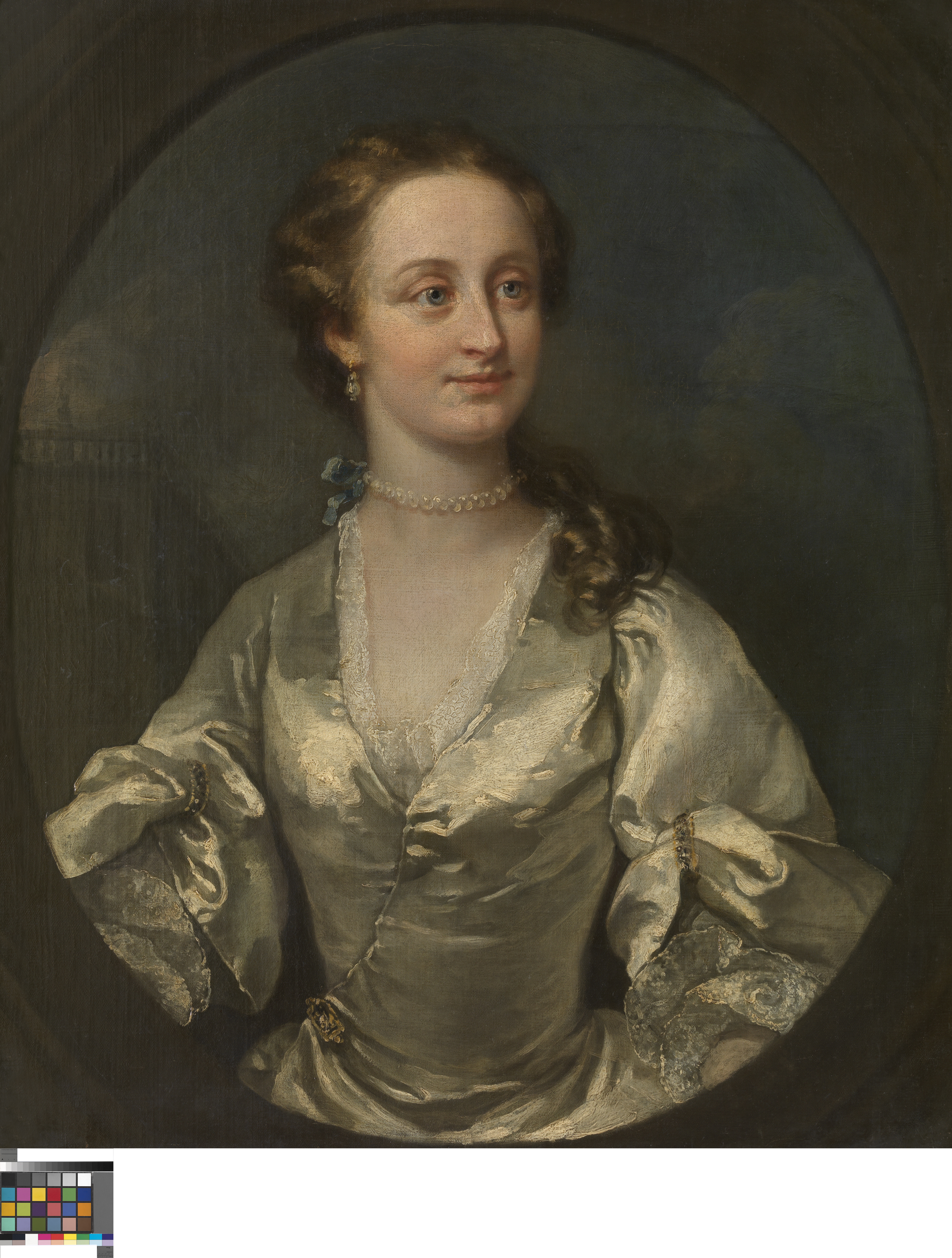
Portret van een jonge vrouw, 1750, Museum voor Schone Kunsten, Gent

William Hogarth (Londen, 10 november 1697 – aldaar, 26 oktober 1764) was een Engelse kunstschilder en prentkunstenaar in de periode van de barok. Hij werd opgeleid als goudsmid en graveur, maar vervaardigde later ook paneel- en muurschilderingen. Bekend van zijn hand zijn genrestukken en portretten, historiestukken en Bijbelse taferelen. 

## Biografie

### Graveur en schilder
In de periode 1718–1720 vestigde hij zich als zelfstandig graveur. Zijn eerste schilderwerk in olieverf ontstond pas in 1728. De daarin toegepaste thema's zijn gebaseerd op Engelse treurspelen uit die periode en zijn ook in de composities daarop georiënteerd, zoals The Beggar's Opera (ca. 1730, Tate Gallery, Londen).

### Auteur
Hogarth schreef ook een theoretische verhandeling over kunst onder de titel The Analysis of Beauty (1753). Het werk bevat kritiek op de klassieke schoonheidsidealen.

### Docent
Hogarth leidde de St Martin's Lane Academy in Londen, waaraan hij ook als docent verbonden was. Hubert Francois Gravelot (1699-1773) gaf aan de academie les aan de 13-jarige Thomas Gainsborough, die uit Sudbury naar Londen was gekomen om het vak van graveur te leren. 

### Hofschilder
In 1757 werd hij tot hofschilder benoemd, op het moment dat zijn roem al over het hoogtepunt heen was.

### Overlijden
Hogarth overleed in Londen op 26 oktober 1764 en werd begraven op St. Nicholas's Churchyard, Chiswick Mall, Chiswick. Zijn vriend, de gevierde acteur David Garrick verzorgde de tekst op zijn grafsteen.

## Stijl
Hogarth brak met de traditie om de buitenlandse schilders als Hans Holbein de Jonge, Anthony van Dyck en Peter Lely na te volgen, waarop de kunstsmaak van de Engelsen zich altijd had gericht. Zijn prentwerk werd beïnvloed door de Franse kunstschilder, tekenaar en graveur Jacques Callot. 

## Series
William Hogarth wordt gerekend tot de eerste kunstenaars die verhalende werken in serie produceerde, als een soort voorloper van het beeldverhaal of het latere stripverhaal. Deze series waren moraliserend en satirisch van aard en verwierven grote populariteit. 
The Harlot's Progress bevatte een serie van zes schilderijen uit 1731, die verloren zijn gegaan, en gravures uit 1732. De serie verhaalt de opkomst en ondergang van een jonge vrouw die afkomstig is van het platteland en zich in de grote stad aan de prostitutie overgeeft. 
A Rake's Progress is een serie van acht schilderijen daterend uit de periode 1732-1733, gegraveerd en als prentwerk uitgegeven in 1735. Igor Stravinsky's gelijknamige opera is hier door geïnspireerd. De serie verbeeldt de geschiedenis van een losbol die zich in Londen overgeeft aan een luxeleventje, gokken en prostitutie, waarna hij gevangen wordt gezet wegens schulden en eindigt in een krankzinnigengesticht. De oorspronkelijke schilderijen bevinden zich in het Londense Sir John Soane's Museum. 
De serie Marriage à-la-mode was wellicht Hogarths populairste werk. Deze omvat zes schilderijen, nu in de National Gallery in Londen. Het satirische verhaal becommentarieert een op geld berustend en daarmee gedoemd gearrangeerd huwelijk.
De moraliserende en satirische werken bevatten komische verwijzingen naar politieke en maatschappelijke gebeurtenissen en gebruiken van die tijd.

## Werk in openbare collecties (selectie)
- National Gallery (Londen)[1]
- Rijksmuseum Amsterdam[2]
- Sir John Soane's Museum, Londen